# Verteidigungs- und Sicherheitskräfte der Elfenbeinküste
Die Verteidigungs- und Sicherheitskräfte der Elfenbeinküste (im Original: Forces de défense et de sécurité, kurz FDS) sind die ehemalige Dachorganisation aller Sicherheitskräfte der Elfenbeinküste.

## Struktur
Die FDS bestanden (Dezember 2010) unter anderem aus:
- Forces armées nationales de Côte d’Ivoire (FANCI), der Armee der Elfenbeinküste[2]
- den nationalen Polizei und paramilitärischen Gendarmerieeinheiten[2]
- einer Elitetruppe Garde Républicaine (auch als Garde Présidentielle bezeichnet)[2]

Insgesamt dienen in den offiziellen Sicherheitsorganen etwa 18.000 Soldaten. Diese wurden seit 2002 mit Unterstützung von Angola ausgebildet. Sie sind mit modernen Waffen ausgestattet.
- Forces Armées des Forces Nouvelles (FAFN), die Kampftruppen der Forces Nouvelles. Diese sind nur marginal in die FDS integriert.[2]

### Verbindungen
Für die Koordinierung mit den, in der Elfenbeinküste anwesenden internationalen Truppen der Opération des Nations Unies en Côte d’Ivoire und der Opération Licorne ist das Centre de Commandement des Opérations de Sécurité (CECOS) zuständig.

## Geschichte
Vor 2002 waren die FDS von Offizieren, vor allem Unteroffizieren, aus dem Norden dominiert.
Seit Teile der FDS 2002 gegen den damaligen Präsidenten, Laurent Gbagbo, putschen, was schließlich zum Bürgerkrieg in der Elfenbeinküste führte, wurde sie von Gbagbo umgebaut. 2004 besetzte er den Posten des Generalstabschefs mit Philippe Mangou, einem seiner Vertrauten.
Die FDS galten während der Regierungskrise 2010/2011 größtenteils als loyal zu Laurent Gbagbo stehend.
Am 12. Januar 2011 griffen Angehörige der FDS, laut UN-Generalsekretär Ban Ki-moon, ein UN-Fahrzeug in Abidjan an und zündeten es anschließend an.
Angehörige der FDS lieferten sich in der Nacht vom 31. März auf den 1. April 2011 heftige Artilleriegefechte mit den Forces républicaines de Côte d’Ivoire (FRCI).
Am 1. April gaben die FDS größtenteils den Kampf gegen die FRCI auf. Lediglich die Republikanische Garde kämpfte weiter.